# Neochóri (Évros)
Neochóri (grec moderne : Νεοχώρι) est une localité située dans le dème d'Orestiáda, dans le district régional d'Évros, dans la periphérie de Macédoine-Orientale-et-Thrace, en Grèce.
Selon le recensement de 2011, elle compte 739 habitants.